# Conseil d'État (Pháp)
Conseil d'État, tức Hội đồng Nhà nước là cơ quan công pháp của Pháp được thành lập vào năm 1799 bởi Napoléon Bonaparte theo Hiến pháp năm VIII. Trụ sở của Conseil d'État được đặt tại Palais-Royal ở thủ đô Paris.
Theo Hiến pháp của Đệ ngũ Cộng hòa Pháp, vai trò chính của Conseil d'État là cố vấn chính phủ. Cũng vì vậy, cơ quan này đảm trách chức năng giám sát một số văn bản của chính phủ Pháp, trong đó có cả các đề án chính phủ. Mặt khác, đây còn là cơ quan đầu não của hệ thống hành chính Pháp, song song với hệ thống tư pháp. Trên hết, Conseil d'État cũng tuân theo những quyết định từ Tòa án tranh chấp thẩm quyền cũng như những quyết định từ Tòa án hiến pháp vốn có chức năng kiểm tra tính hợp hiến của mọi quyết định, theo đề nghị, đưa ra bởi Conseil d'État.
Theo lý thuyết, người đứng đầu Conseil d'État là Tổng thống Pháp. Tuy nhiên, chức chủ tịch được chỉ định cho một vị phó-Chủ tịch. Các cuộc họp hội đồng thường được chủ trì bởi Thủ tướng hoặc đôi lúc Bộ trưởng Bộ tư pháp. Vị phó-Chủ tịch sẽ đại diện cho Conseil d'État trình bày lên Tổng thống Pháp tất cả những vấn đề liên quan, dưới tên của viên chức nhà nước hoạt động công vụ.